# Robbert Rodenburg
Robbert Rodenburg (Bergambacht, 11 februari 1998) is een Nederlandse youtuber, presentator en acteur. Hij is voornamelijk bekend van zijn online serie Open Kaart, waarin hij verschillende bekende Nederlanders interviewt.

## Jeugd
Rodenburg is geboren in 1998, en is opgegroeid in Bergambacht.

## Carrière

### Acteur
In 2014 speelde Rodenburg de rol van Bart in de jeugdserie Brugklas. In 2017 kreeg Rodenburg een bijrol in de bioscoopfilm Storm: Letters van Vuur, en eerder ook in 2016 in de Zapp-serie De vloek van manege Pegasus. Daarnaast vertolkte Rodenburg van 2018 tot 2019 de rol van Leroy in de serie Spangas.

### YouTube
Rodenburg startte in 2020 met zijn YouTube-kanaal waarop hij zijn eigen serie Open Kaart uploadt. In deze serie interviewt hij verschillende bekende Nederlanders, waaronder André van Duin, Martien Meiland, Bilal Wahib en Bridget Maasland, aan de hand van diepgaande vragen op kaartjes. Hij heeft drie seizoenen gemaakt van deze serie. Met de serie Open Kaart heeft Rodenburg in 2022 de Televizier-Ster Online-Videoserie gewonnen tijdens het Gouden Televizier-Ring Gala.

### Televisiecarrière
In 2021 deed Rodenburg mee aan het 21e seizoen van het Nederlandse survivalprogramma Expeditie Robinson. Na meer dan 30 dagen te hebben overleefd op een onbewoond eiland plaatste Rodenburg zichzelf voor de finale samen met Do, Anouk Maas en Britte Lagcher. Uiteindelijk won Rodenburg de finale en daarmee de titel van Robinson 2021. Rodenburg is de jongste persoon die ooit Expeditie Robinson won.
Sinds oktober 2023 presenteert Rodenburg het Prime Video-programma Good Luck Guys. In het najaar van 2024 was Rodenburg als presentator te zien van het Prime Video-programma Dames in de Dop. In 2025 presenteerde hij verder de nieuwe programma's Open Casa en Hakken over de sloot.

## Filmografie

### Film
- 2017: Storm: Letters van Vuur, als Altar Boy
- 2024: OUT, als Julian
- 2025: Love Fail Repeat, als Casper

### Televisie

#### Als acteur
- 2014: Brugklas, als Bart
- 2016: De vloek van manege Pegasus
- 2018-2019: Spangas, als Leroy
- 2024: The Passion, als ongelovige Tomas

#### Als presentator
- 2021: Prince Charming Aftertalk
- 2021: X-Y-SEX
- 2023-heden: Good Luck Guys
- 2024-heden: Dames in de Dop
- 2024: God, ik ben Gay
- 2025: Open Casa
- 2025-heden: Hakken over de sloot: influencers van streek

#### Overig
- 2021: Expeditie Robinson, winnaar
- 2023: Make Up Your Mind, deelnemer
- 2023: Oh, wat een jaar!, deelnemer
- 2025: Ranking the Stars, panellid

## Prijzen
- 2021: The Best Social Award in de categorie Beste YouTuber/YouTube-serie met de serie Open Kaart.[9]
- 2022: #Video Award in de categorie Beste Beauty & Lifestyle met de serie Open Kaart.[10]
- 2022: Televizier-Ster Online-Videoserie met de serie Open Kaart.